# New England Patriots 2017
La stagione 2017 dei New England Patriots è stata la 48ª della franchigia nella National Football League, la 58ª complessiva e la 18ª con Bill Belichick come capo-allenatore. La squadra ha iniziato l'annata come campione in carica, dopo la vittoria del Super Bowl LI. Con la vittoria per 27–24 sui Pittsburgh Steelers nella settimana 15, i Patriots hanno conquistato per il nono anno consecutivo il titolo della AFC East, allungando ulteriormente il record NFL stabilito l'anno precedente, quando avevano superato la striscia di sette successi di fila dei Los Angeles Rams, vincitori della NFC West dal 1973 al 1979. Inoltre, grazie alla vittoria per 37–16 contro i Buffalo Bills nella settimana 16, New England ha raggiunto quota 12 vittorie per l'ottava stagione consecutiva, battendo il record precedentemente detenuto dagli Indianapolis Colts, che ottennero tale risultato per sette volte tra il 2003 e il 2009.
Nei playoff, i Patriots giunsero sino al Super Bowl LII tenuto a Minneapolis contro i Philadelphia Eagles, venendo sconfitti per 41-33 e non riuscendo a bissare il titolo dell'anno precedente.

## Scelte nel Draft 2017
| Scelte dei Patriots nel Draft 2017 |        |                   |       |                  |
| Giro                               | Scelta | Giocatore         | Ruolo | College          |
| 3                                  | 83     | Derek Rivers      | DE    | Youngstown State |
| 3                                  | 85     | Antonio Garcia    | OT    | Troy             |
| 4                                  | 131    | Deatrich Wise Jr. | DE    | Arkansas         |
| 6                                  | 211    | Conor McDermott   | OT    | UCLA             |

Note
- Ai Patriots è stata revocata la scelta più alta in loro possesso nel quarto giro del Draft 2017 come punizione a seguito della scandalo noto come Deflategate[7]

## Staff
| Staff dei New England Patriots |
| --- |
| Organi dirigenziali - Proprietario/CEO – Robert Kraft - Presidente – Jonathan Kraft - Direttore del personale dei giocatori – Nick Caserio - Direttore degli osservatori del college – Monti Ossenfort - Direttore dell'amministrazione degli osservatori – Nancy Meier - Direttore degli osservatori dei professionisti – Bob Quinn - Assistente dir. osservatori professionisti – Dave Ziegler - Football Research Director – Ernie Adams - Direttore delle attività sportive – Berj Najarian Capo allenatore - Bill Belichick Altri allenatori - Preparatore atletico – Moses Cabrera - Assistente p.a. – James Hardy Allenatori dell'attacco - Coordinatore dell'attacco/Quarterback - Josh McDaniels - Assistente QB - Jerry Schuplinski - Running Back – Ivan Fears - Wide Receiver – Chad O'Shea - Tight End – Brian Daboll - Offensive Line – Dante Scarnecchia Allenatori della difesa - Coordinatore della difesa - Vacante - Defensive Line/Assistente – Brendan Daly - Linebacker – Brian Flores - Cornerback – Josh Boyer - Safety – Steve Belichick Allenatori dello special team - Special Team – Joe Judge - Assistente Special Team - Raymond Ventrone |

## Roster
| Roster dei New England Patriots |
| --- |
| Quarterback - 12 Tom Brady - 2 Brian Hoyer Running Back - 38 Brandon Bolden - 34 Rex Burkhead - 46 James Develin FB - 35 Mike Gillislee - 33 Dion Lewis KR - 28 James White Wide Receiver - 80 Danny Amendola PR - 14 Brandin Cooks - 13 Phillip Dorsett - 15 Chris Hogan - 18 Matthew Slater Tight End - 83 Dwayne Allen - 88 Martellus Bennett - 87 Rob Gronkowski - 47 Jacob Hollister Offensive Linemen - 60 David Andrews C - 61 Marcus Cannon T - 74 Cole Croston T - 71 Cameron Fleming T - 75 Ted Karras G - 69 Shaq Mason G - 77 Nate Solder T - 62 Joe Thuney G - 68 LaAdrian Waddle T Defensive Linemen - 97 Alan Branch DT - 90 Malcom Brown DT - 70 Adam Butler DT - 98 Trey Flowers DE - 93 Lawrence Guy DT - 94 Ricky Jean-Francois DT - 55 Cassius Marsh DE - 91 Deatrich Wise Jr. DE Linebacker - 59 Marquis Flowers OLB - 45 David Harris OLB - 51 Trevor Reilly MLB - 52 Elandon Roberts MLB - 53 Kyle Van Noy OLB Defensive Back - 29 Johnson Bademosi CB - 21 Malcolm Butler CB - 23 Patrick Chung SS - 43 Nate Ebner SS - 24 Stephon Gilmore CB - 30 Duron Harmon FS - 31 Jonathan Jones CB - 36 Brandon King SS - 32 Devin McCourty FS - 37 Jordan Richards SS - 25 Eric Rowe CB Special Team - 6 Ryan Allen P - 49 Joe Cardona LS - 3 Stephen Gostkowski K Lista delle riserve - 51 Keionta Davis DE (NF-Inj.) - 11 Julian Edelman WR (IR) - 66 Chase Farris G (NF-Inj.) - 63 Antonio Garcia T (NF-Ill.) - 76 Andrew Jelks T (NF-Inj.) - 41 Cyrus Jones CB (IR) - 54 Dont'a Hightower MLB - 48 Harvey Langi OLB - 64 Caleb Kidder DE (IR) - 82 Matt Lengel TE (IR) - 58 Shea McClellin OLB (IR) - 19 Malcolm Mitchell WR (IR) - 95 Derek Rivers DE (IR) - 99 Vincent Valentine DT Squadra di allenamento - 16 Demarcus Ayers WR - -- Willie Beavers G - 94 Angelo Blackson DE - -- James Ferentz C - 27 D.J. Foster RB - 92 Geneo Grissom DE - 81 Cody Hollister WR - -- David Jones FS - -- Damarius Travis SS - -- Jomal Wiltz CB Roster aggiornato al 13 novembre 2017 53 attivi, 12 inattivi, 10 nella squadra di allenamento |
| Legenda - I rookie sono in corsivo. - Il primo ruolo è il principale mentre gli eventuali successivi indicano i ruoli secondari. - (IR) sta per Injured Reserve ed indica la lista ristretta per un solo giocatore infortunato che può tornare ad allenarsi dopo la settimana 6 e a rientrare in prima squadra dopo che questa ha giocato 8 partite. - (NF-Inj.) / (NF-Ill.) stanno rispettivamente per Non-Football Injured e Non-Football Illness ed indicano le liste dove viene inserito un giocatore che ha un infortunio o una malattia non dipendente dal football americano. - (PUP) sta per Physically Unable to Perform ed indica la lista dove viene inserito un giocatore mentre è in attesa di recuperare la condizione fisica. Nella stagione regolare dopo la sesta partita giocata dalla propria squadra, il giocatore ha tempo tre settimane per riprendere ad allenarsi, più tre settimane aggiuntive dal suo rientro agli allenamenti per rientrare in prima squadra. |

## Calendario

### Stagione regolare
Il calendario della stagione è stato annunciato il 20 aprile 2017.
| Turno | Data               | Ora                | Avversario              | Risultato          | Record             | Stadio                              | TV                     | NFL.com recap      |
| ----- | ------------------ | ------------------ | ----------------------- | ------------------ | ------------------ | ----------------------------------- | ---------------------- | ------------------ |
| 1     | 7/9                | 8:30 p.m. EDT      | Kansas City Chiefs      | S 27–42            | 0–1                | Gillette Stadium                    | NBC                    | Recap              |
| 2     | 17/9               | 1:00 p.m. EDT      | at New Orleans Saints   | V 36–20            | 1–1                | Mercedes-Benz Superdome             | CBS                    | Recap              |
| 3     | 24/9               | 1:00 p.m. EDT      | Houston Texans          | V 36–33            | 2–1                | Gillette Stadium                    | CBS                    | Recap              |
| 4     | 1/10               | 1:00 p.m. EDT      | Carolina Panthers       | S 30–33            | 2–2                | Gillette Stadium                    | Fox                    | Recap              |
| 5     | 5/10               | 8:25 p.m. EDT      | at Tampa Bay Buccaneers | V 19–14            | 3–2                | Raymond James Stadium               | CBS/NFL Network/Amazon | Recap              |
| 6     | 15/10              | 1:00 p.m. EDT      | at New York Jets        | V 24–17            | 4–2                | MetLife Stadium                     | CBS                    | Recap              |
| 7     | 22/10              | 8:30 p.m. EDT      | Atlanta Falcons         | V 23–7             | 5–2                | Gillette Stadium                    | NBC                    | Recap              |
| 8     | 29/10              | 1:00 p.m. EDT      | Los Angeles Chargers    | V 21–13            | 6–2                | Gillette Stadium                    | CBS                    | Recap              |
| 9     | Settimana di pausa | Settimana di pausa | Settimana di pausa      | Settimana di pausa | Settimana di pausa | Settimana di pausa                  | Settimana di pausa     | Settimana di pausa |
| 10    | 12/11              | 8:30 p.m. EST      | at Denver Broncos       | V 41–16            | 7–2                | Sports Authority Field at Mile High | NBC                    | Recap              |
| 11    | 19/11              | 4:25 p.m. EST      | at Oakland Raiders      | V 33–8             | 8–2                | Stadio Azteca (Città del Messico)   | CBS                    | Recap              |
| 12    | 26/11              | 1:00 p.m. EST      | Miami Dolphins          | V 35–17            | 9–2                | Gillette Stadium                    | CBS                    | Recap              |
| 13    | 3/12               | 1:00 p.m. EST      | at Buffalo Bills        | V 23–3             | 10–2               | New Era Field                       | CBS                    | Recap              |
| 14    | 11/12              | 8:30 p.m. EST      | at Miami Dolphins       | S 20–27            | 10–3               | Hard Rock Stadium                   | ESPN                   | Recap              |
| 15    | 17/12              | 4:25 p.m. EST      | at Pittsburgh Steelers  | V 27–24            | 11–3               | Heinz Field                         | CBS                    | Recap              |
| 16    | 24/12              | 1:00 p.m. EST      | Buffalo Bills           | V 37–16            | 12–3               | Gillette Stadium                    | CBS                    | Recap              |
| 17    | 31/12              | 1:00 p.m. EST      | New York Jets           | V 26–6             | 13–3               | Gillette Stadium                    | CBS                    | Recap              |

Note
- Gli avversari della propria division sono in grassetto.

### Playoff

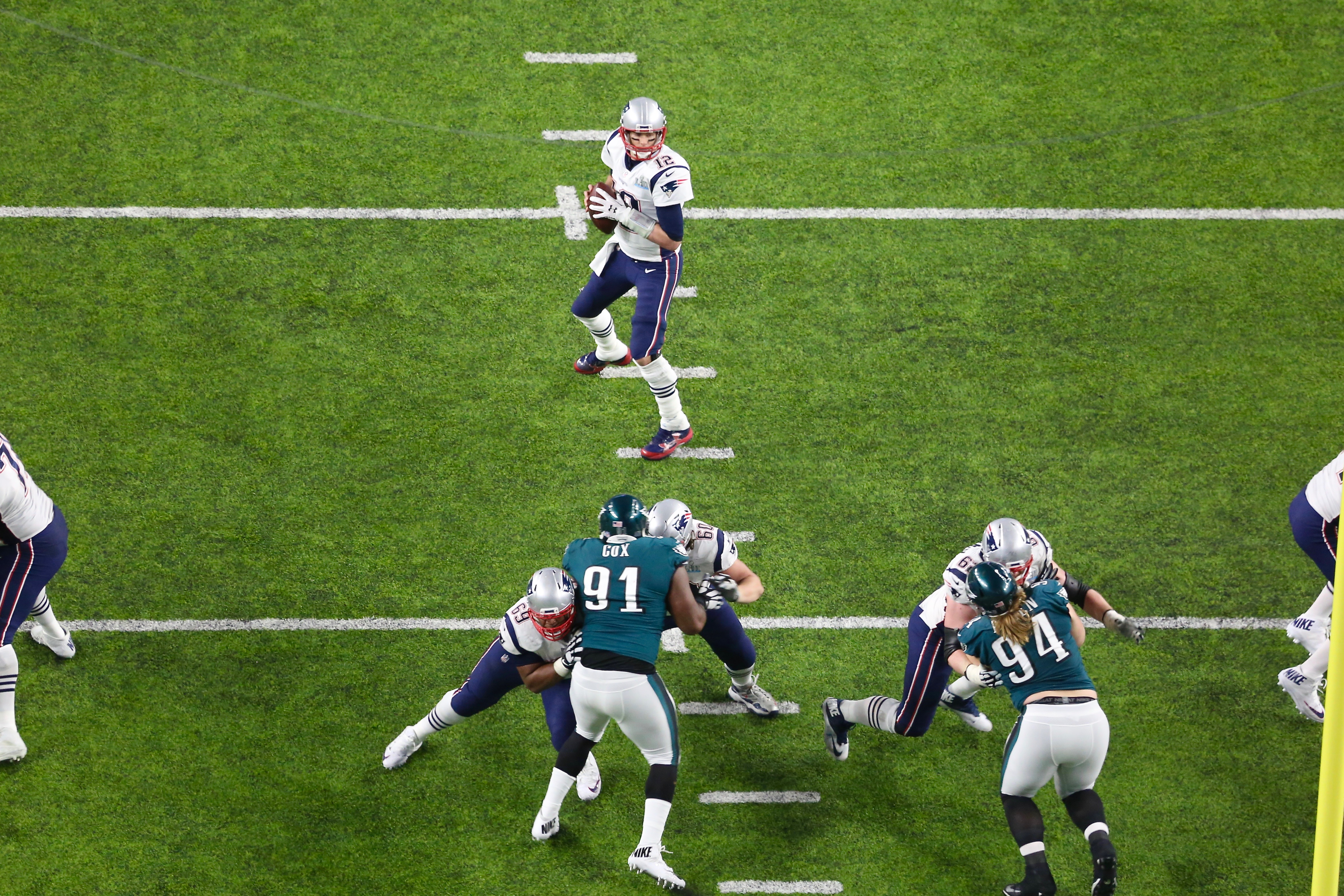
Una fase di gioco del Super Bowl LII

| Turno            | Data                                      | Ora                                       | Avversario (seed)                         | Risultato                                 | Risultato                                 | Stadio                                    | TV                                        | NFL.com recap                             |
| Turno            | Data                                      | Ora                                       | Avversario (seed)                         | Punteggio                                 | Record                                    | Stadio                                    | TV                                        | NFL.com recap                             |
| ---------------- | ----------------------------------------- | ----------------------------------------- | ----------------------------------------- | ----------------------------------------- | ----------------------------------------- | ----------------------------------------- | ----------------------------------------- | ----------------------------------------- |
| Wild Card        | Qualificati direttamente al secondo turno | Qualificati direttamente al secondo turno | Qualificati direttamente al secondo turno | Qualificati direttamente al secondo turno | Qualificati direttamente al secondo turno | Qualificati direttamente al secondo turno | Qualificati direttamente al secondo turno | Qualificati direttamente al secondo turno |
| Divisional       | 13/1                                      | 8:15 p.m. EST                             | Tennessee Titans (5)                      | V 35–14                                   | 14–3                                      | Gillette Stadium                          | CBS                                       | Recap                                     |
| AFC Championship | 21/1                                      | 3:05 p.m. EST                             | Jacksonville Jaguars (3)                  | V 24–20                                   | 15–3                                      | Gillette Stadium                          | CBS                                       | Recap                                     |
| Super Bowl LII   | 4/2                                       | 6:30 p.m. EST                             | vs. Philadelphia Eagles (N1)              | S 33–41                                   | 15–4                                      | U.S. Bank Stadium                         | NBC                                       | Recap                                     |

## Leader della squadra
| Categoria              | Giocatore          | N.          |
| Yard passate           | Tom Brady          | 4.577 yard† |
| Touchdown passati      | Tom Brady          | 32          |
| Yard corse             | Dion Lewis         | 896 yard    |
| Touchdown su corsa     | Dion Lewis         | 6           |
| Yard ricevute          | Rob Gronkowski     | 1.084 yard  |
| Touchdown su ricezione | Rob Gronkowski     | 8           |
| Tackle totali          | Devin McCourty     | 97          |
| Sack                   | Trey Flowers       | 6,5         |
| Intercetti             | Duron Harmon       | 4           |
| Fumble forzati         | Malcolm Butler     | 3           |
| Punti segnati          | Stephen Gostkowski | 156 punti   |

† Leader stagionale NFL

## Premi individuali

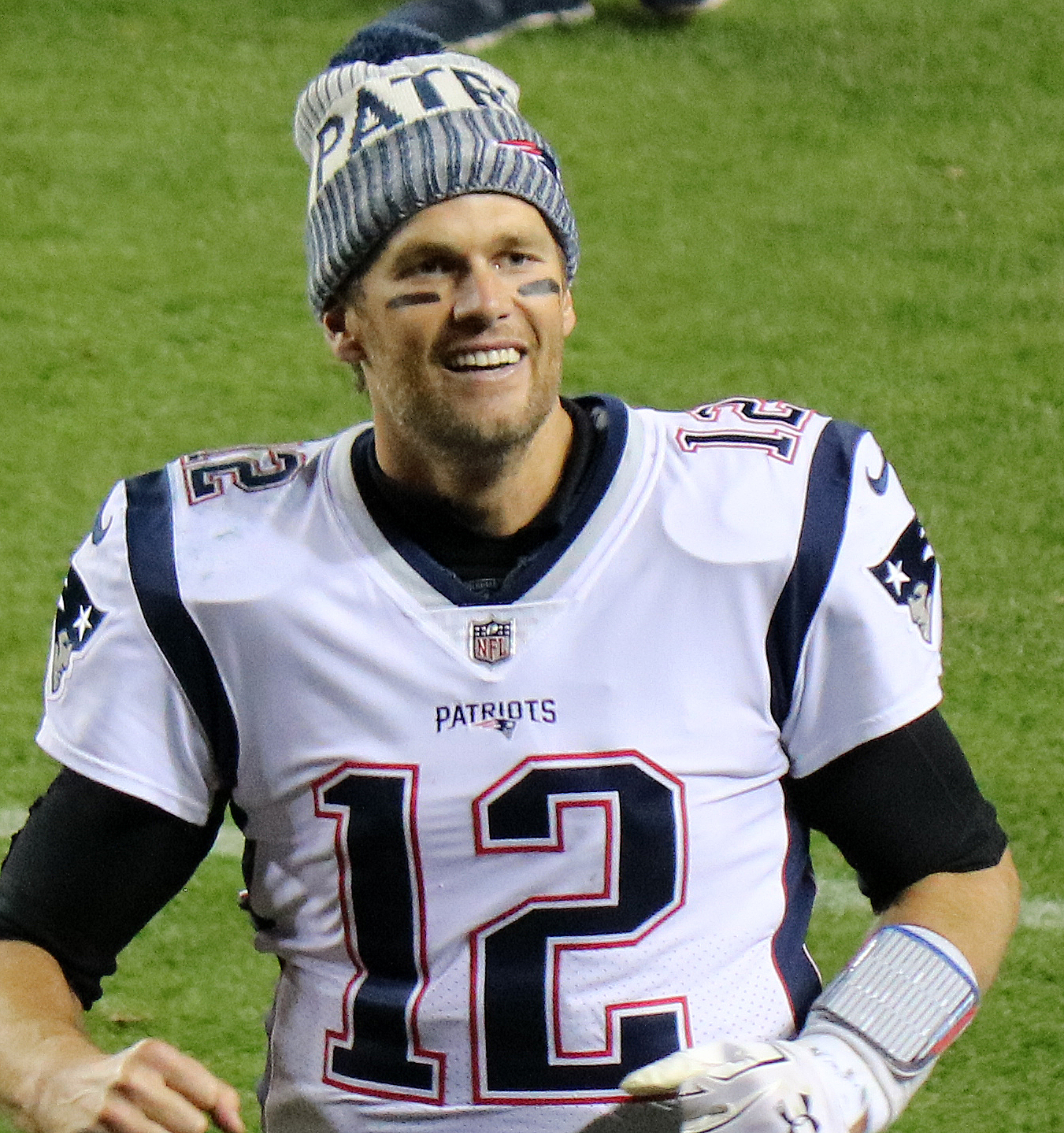
Tom Brady a Denver il 12 novembre 2017

- Tom Brady:

MVP della NFL

### Pro Bowler
Quattro giocatori dei Patriots sono stati convocati per il Pro Bowl 2018:
- Tom Brady, quarterback, 13ª convocazione
- James Develin, fullback, 1ª convocazione
- Rob Gronkowski, tight end, 5ª convocazione
- Matthew Slater, special teamer, 7ª convocazione

### All-Pro
Tre giocatori dei Patriots sono stati inseriti dall'Associated Press nella formazione ideale della stagione All-Pro: Tom Brady e Rob Gronkowski nel First-team e Matthew Slater nel Second-team.

### Premi settimanali e mensili
- Tom Brady:

giocatore offensivo della AFC della settimana 2
giocatore offensivo della AFC della settimana 3
miglior quarterback della settimana 3
giocatore offensivo della AFC della settimana 10
giocatore offensivo della AFC del mese di novembre
- Dion Lewis:

giocatore degli special team della AFC della settimana 10
giocatore offensivo della AFC della settimana 16
- Stephen Gostkowski:

giocatore degli special team della AFC della settimana 11
- Rob Gronkowski:

giocatore offensivo della AFC della settimana 15